# Механическое равновесие
Механи́ческое равнове́сие — состояние механической системы, в котором все её элементы покоятся по отношению к выбранной системе отсчёта. Если последняя инерциальна, равновесие называют абсолютным, в противном случае – относительным. Изучение условий реализации механического равновесия входит в круг задач статики. 
В состоянии равновесия сумма векторов всех сил, действующих на каждую частицу системы, равна нулю и сумма моментов всех сил, приложенных к телу, относительно любой произвольно взятой точки или оси также равна нулю. Выполнение этих условий гарантирует ненарушение механического равновесия, существовавшего до приложения сил, но не является достаточным для равновесия (возможно продолжение разных видов движения по инерции). 

## Определение механического равновесия

### Через силы и моменты
Тело, изначально находившееся в равновесии, сохраняет данное состояние после приложения к нему сил, если одновременно выполнены условие равенства нулю суммы всех сил {\displaystyle {\vec {F}}_{i}} и условие равенства нулю суммы моментов {\displaystyle {\vec {M}}_{i}} действующих сил (так называемое правило моментов):
{\displaystyle \sum _{i}{\vec {F}}_{i}=0,\qquad \sum _{i}{\vec {M}}_{i}=0}.
В случае материальной точки или в ситуации, когда место приложения всех сил одно и то же, достаточно условия на сумму сил. Если же тело имеет конечные размеры, а силы приложены в разных его местах, то при невыполнении правила моментов тело сможет приобрести угловое ускорение. Точка, относительно которой записываются моменты, выбирается произвольно, так как если правило выполнено относительно некоторой точки, то при равенстве нулю суммы сил сумма моментов относительно любой другой точки также окажется нулевой.
Часто рассматривается плоскопараллельный случай, в котором вращение тела гипотетически возможно только вокруг осей, перпендикулярных некоей плоскости. Тогда под моментами сил понимаются моменты относительно оси {\displaystyle M_{\parallel i}}; при этом для проверки соблюдения правила моментов ось отсчёта берётся из соображений удобства: уравнение моментов будет тем проще, чем больше сил будут иметь равные нулю моменты.
Если тело до наложения сил не покоилось, механического равновесия не возникнет даже при соблюдении выписанных условий. По инерции тело как целое будет продолжать перемещаться прямолинейно равномерно плюс вращаться с начальной угловой скоростью — движение  может быть довольно сложным. Такой случай является случаем «уравновешенной системы сил» (не синонимично «механическому равновесию»), при появлении которой кинематическое состояние тела  не изменяется.

### Через энергию системы
В механике сплошной среды, где принимается гипотеза сплошности, приведённое выше определение равновесия неудобно. К тому же такое определение ничего не говорит об одной из самых важных характеристик равновесия — его устойчивости.
Поэтому более общее и распространённое определение механического равновесия звучит так:
Механическое равновесие — состояние системы, при котором её положение в конфигурационном пространстве находится в точке с нулевым градиентом потенциальной энергии.
Так как энергия и силы связаны фундаментальными зависимостями, это определение эквивалентно определению через силы и моменты. Однако определение через энергию может быть расширено для получения информации об устойчивости положения равновесия.

## Виды равновесия
Различают три вида равновесия тел: устойчивое, неустойчивое и безразличное. Равновесие называется устойчивым, если после небольших внешних воздействий тело возвращается в исходное состояние равновесия. Равновесие называется неустойчивым, если при небольшом смещении тела (оно не возвращается в исходное положение) из положения равновесия равнодействующая приложенных к нему сил отлична от нуля и направлена от положения равновесия. Равновесие называется безразличным, если при небольшом смещении тела из положения равновесия равнодействующая приложенных к нему сил равна нулю.
Приведём пример для системы с одной степенью свободы. В этом случае достаточным условием положения равновесия будет являться наличие локального экстремума потенциальной энергии в исследуемой точке. Как известно, условием локального экстремума дифференцируемой функции является равенство нулю её первой производной. Чтобы определить, когда эта точка является минимумом или максимумом, необходимо проанализировать её вторую производную. Устойчивость положения равновесия характеризуется следующими вариантами:
- неустойчивое равновесие;
- устойчивое равновесие;
- безразличное равновесие.

### Неустойчивое равновесие
В случае, когда вторая производная отрицательна, потенциальная энергия системы находится в состоянии локального максимума. Это означает, что положение равновесия неустойчиво. Если система будет смещена на небольшое расстояние, то она продолжит своё движение за счёт сил, действующих на систему. То есть при выведении тела из равновесия оно не возвращается на исходную позицию.

### Устойчивое равновесие
В случае, когда вторая производная положительна, потенциальная энергия системы находится в состоянии локального минимума. Это означает, что положение равновесия устойчиво (см. Теорема Лагранжа об устойчивости равновесия). Если систему сместить на небольшое расстояние, она вернётся назад в состояние равновесия. Равновесие устойчиво, если центр тяжести тела занимает наинизшее положение по сравнению со всеми возможными соседними положениями. При таком равновесии выведенное из равновесия тело возвращается на первоначальное место. Если вторая производная в точке больше нуля ({\displaystyle f''>0}), то точка является точкой стабильного равновесия. Обратное не обязательно верно: точка стабильного равновесия может иметь вторую производную равной нулю. Например, функция {\displaystyle x^{4}} имеет стабильную точку равновесия в нуле, но вторая производная в нуле равна нулю.

### Безразличное равновесие
В этой области энергия не варьируется, а положение равновесия является безразличным. Если система будет смещена на небольшое расстояние, она останется в новом положении. Если отклонить или сдвинуть тело оно останется в равновесии. Функция является локально константной.

Виды устойчивости
Неустойчивое равновесие
Устойчивое равновесие
Безразличное равновесие

### Устойчивость в системах с большим числом степеней свободы
Если система имеет несколько степеней свободы, то может оказаться, что при отклонениях вдоль конкретного направления равновесие устойчиво, но если равновесие неустойчиво хотя бы в одном направлении, то оно неустойчиво и в целом. Простейшим примером такой ситуации является точка равновесия типа «седловина» или «перевал».
Равновесие системы с несколькими степенями свободы будет устойчивым только в том случае, если оно устойчиво по всем направлениям.